# Polish Masters

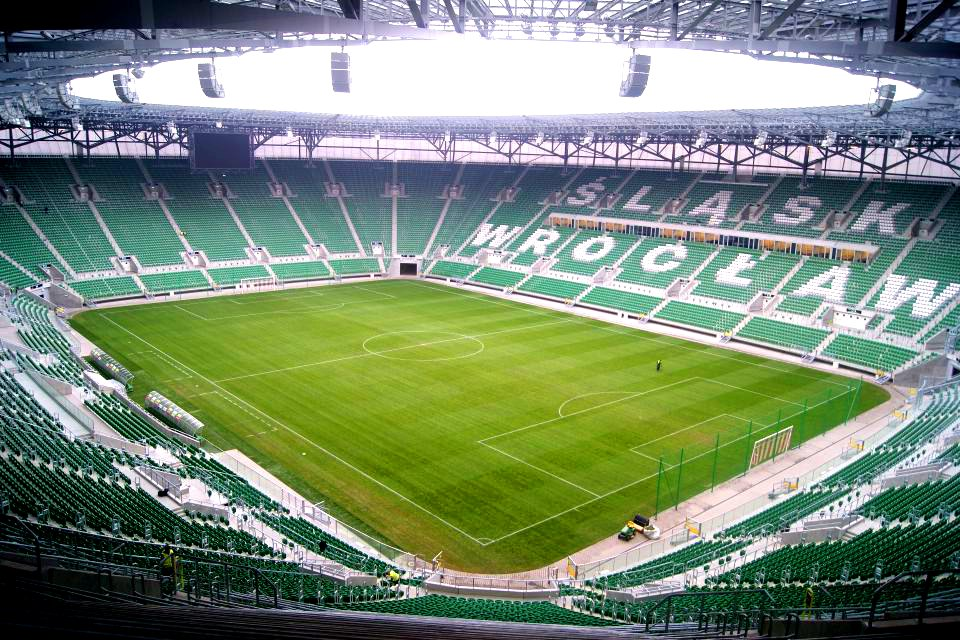
Estadio Municipal de Wrocław

El Polish Masters es un torneo de fútbol amistoso que se disputó en julio de 2012 en la ciudad de Breslavia (Polonia).
El 21 de julio de 2012 se disputaron las semifinales y el 22 el 3.º y 4.º puesto y la final.

## Equipos participantes
Los clubes participantes fueron los siguientes:
- Athletic Club (Liga BBVA)[1]
- Benfica (LIGA Zon Sagres)
- PSV Eindhoven (Eredivisie)
- Śląsk Wrocław (Ekstraklasa)

## Partidos
Semifinales (21/07/2012):
1. Athletic Club 0 - 1 PSV Eindhoven
2. Śląsk Wroław 2 - 4 Benfica

3.º y 4.º puesto (22/07/2012):
- Athletic Club 1 - 0 Śląsk Wrocław

Final (22/07/2012):
- PSV Eindhoven 3 - 1  Benfica